# Didier Dheedene
Didier Dheedene (Amberes, Bélgica, 22 de enero de 1972) es un ex-futbolista belga, se desempeñaba como lateral izquierdo. Jugó para la selección de fútbol de Bélgica y destacan sus etapas en el Anderlecht belga y el Austria Viena. Se desempeñó mucho tiempo como lateral izquierdo y finalmente como defensor central. 

## Carrera
Comenzó su carrera en 1990 en el KFC Germinal Ekeren. Con este equipo, participó en dos finales de la Copa de Bélgica: una en que perdió en 1995 y otra en que ganó en 1997, en contra de su futuro club, el Sporting de Anderlecht, al que se unió el año siguiente y donde completó su récord con dos títulos más de la liga en Bélgica, en 2000 y 2001. 
También participó de la épica temporada del Sporting en la Liga de Campeones de la UEFA durante la temporada 2000-2001. Anotó, entre otros, el único gol del partido contra el PSV Eindhoven, en la fase de grupos. Esta fabulosa temporada le valió la transferencia a Alemania al TSV 1860 Múnich. Él jugó sólo una temporada en la Bundesliga.
Se unió al FK Austria Viena en 2002 y allí ganó cinco títulos principales, 3 copas y 2 campeonatos.
Paralelamente cumplió una carrera internacional con los "Diablos Rojos": jugó 12 partidos con la selección de fútbol de Bélgica entre 2001 y 2004. Regresó a Bélgica en 2006 y terminó su carrera en el club de su debut profesional cuyo nombre se había modificado a KFC Germinal Beerschot.
En 2009 jugó para el Royal Cappellen FC, antes de poner punto final a su carrera.